# Yohann Gène
Yohann Gène (født 25. juni 1981) er en fransk tidligere professionel cykelrytter.